# Пилецкий, Роман Сергеевич
Роман Сергеевич Пилецкий (бел. Раман Сяргеевіч Пілецкі; род. 14 июня 2003, Минск) — белорусский футболист, полузащитник борисовского БАТЭ.

## Карьера

### БАТЭ

#### Начало карьеры
Футболом начал занимался в футбольной академии минского клуба МТЗ-РИПО. Первым тренером футболиста был Алексей Митрахович. Позже футболист перебрался в борисовский БАТЭ. В 2019 году футболист стал выступать за дублирующий состав клуба. В октябре 2021 года футболист стал подтягиваться к играм с основной командой. Дебютировал за клуб 16 октября 2021 года в матче против мозырской «Славии», заменив на 91 минуте Павла Нехайчика.

#### Аренда в «Слуцк»
В апреле 2022 года футболист отправился на правах арендного соглашения в «Слуцк». Дебютировал за клуб 115 апреля 2022 года в матче против «Минска». Закрепиться в клубе у футболиста не вышло и в июле 2022 года футболист покинул клуб. Всего за клуб сыграл в 4 матчах Высшей лиги, в которых результативными действиями не отличился. По возвращении в борисовский клуб продолжил выступать за дублирующий состав.

#### Аренда в «Нафтан»
В начале 2023 года тренировался с новополоцким «Нафтаном», к которому вскоре присоединился на правах арендного соглашения. Дебютировал за клуб в матче 18 марта 2023 года против солигорского «Шахтёра». Первым результативным действием за клуб футболист отличился 30 сентября 2023 года в матче против бобруйской «Белшины», отдав голевую передачу. На протяжении сезона футболист был одним из ключевых игроков новополоцкого клуба, отличившись своей единственной результативной передачей. По итогу сезона футболист помог клубу закрепиться в Высшей лиге. По окончании срока арендного соглашения футболист покинул клуб.

#### Сезон 2024
В январе 2024 года футболист стал готовиться к сезону с основной командой борисовского БАТЭ. Первый матч в чемпионате футболист сыграл 16 марта 2024 года против «Минска», выйдя на замену на 88 минуте. В марте 2024 года футболист подписал с клубом новый двухлетний контракт.